# Гудрид (тауншип, Миннесота)
Гудрид (англ. Gudrid) — тауншип в округе Лейк-оф-Вудс, Миннесота, США. На 2000 год его население составило 235 человек.

## География
По данным Бюро переписи населения США площадь тауншипа составляет 75,4 км², из которых 73,5 км² занимает суша, а 2,0 км² — вода (2,61 %).

## Демография
По данным переписи населения 2000 года здесь находились 235 человек, 91 домохозяйство и 72 семьи. Плотность населения — 3,2 чел./км². На территории тауншипа расположено 122 постройки со средней плотностью 1,7 построек на один квадратный километр. Расовый состав населения: 98,72 % белых и 1,28 % приходится на две или более других рас. Испанцы или латиноамериканцы любой расы составляли 1,70 % от популяции тауншипа.
Из 91 домохозяйств в 33,0 % воспитывались дети до 18 лет, в 74,7 % проживали супружеские пары, в 3,3 % проживали незамужние женщины и в 19,8 % домохозяйств проживали несемейные люди. 18,7 % домохозяйств состояли из одного человека, при том 13,2 % из — одиноких пожилых людей старше 65 лет. Средний размер домохозяйства — 2,58, а семьи — 2,92 человека.
26,0 % населения — младше 18 лет, 5,1 % — в возрасте от 18 до 24 лет, 20,9 % — от 25 до 44, 32,3 % — от 45 до 64, и 15,7 % — старше 65 лет. Средний возраст — 44 года. На каждые 100 женщин приходилось 104,3 мужчин. На каждые 100 женщин старше 18 приходилось 97,7 мужчин.
Средний годовой доход домохозяйства составлял 47 955 долларов, а средний годовой доход семьи — 49 432 доллара. Средний доход мужчин — 42 083 доллара, в то время как у женщин — 35 125. Доход на душу населения составил 22 074 доллара. За чертой бедности не находилась ни одна семья и 1,3 % всего населения тауншипа, из которых 7,1 % старше 65 лет.